# Bert, Allier
Bert là một commune ở Allier thuộc miền trung nước Pháp.